# Proxima Centauri d
Proxima Centauri d (també anomenat Proxima d) és un exoplaneta en òrbita de la nana roja Proxima Centauri, l'astre més proper al Sol i part de l'Alfa Centauri, un sistema estel·lar triple. Juntament amb dos altres planetes dins el sistema de Proxima Centauri, és l'exoplaneta conegut més proper al sistema solar, localitzat aproximadament a 4,2 anys-llum (1,3 parsecs; 40 000 000 milions de km) en la constel·lació del Centaure. Els astrònoms van descobrir l'exoplaneta a partir de dades de velocitat radial del Telescopi Molt Gran (VLT) de l'Observatori Europeu Austral, al principi com a part d'un estudi del 2020 sobre la massa de Proxima b. El senyal de velocitat radial des de Proxima d va ser confirmat més tard per Faria et al. en una anàlisi de seguiment publicada en febrer 2022.
Proxima d és un subterra com a mínim un quart de la massa de Terra (o dues vegades la massa de Mart), que orbita a unes 0,029 unitats astronòmiques (4 300 000 km) cada 5,1 dies. És el planeta menys massiu i més interior del sistema de Proxima Centauri, i és també l'exoplaneta menys massiu detectat amb el mètode de velocitat radial fins al 2022. Proxima d orbita massa a prop de la seva estrella per ser habitable. Suposant una reflectivitat semblant a la de la Terra, la seva temperatura d'equilibri podria assolir els 360 K (87 °C).